# Playmate of the Year
Playmate of the Year — сингл американського гурту Zebrahead, що був виданий 2000 року. До пісні був відзнятий відеокліп.

## Трек-лист
1. Playmate Of The Year 2:58
2. Someday (Live) 3:25
3. Check (Live) 2:22
4. Get Back (Live) 4:11

## Відеокліп
На початку відео учасники гурту прокидаються у своїй квартирі від дзвінка у двері, на порозі яких знаходиться цілий натовп жінок, з якими музиканти пізніше весело проводять час. Наприкінці відео вокаліст гурту прокидається знову, розуміючи, що це все було сном, після чого він відчиняє двері поштарці, що передає йому випуск журналу «Playboy».